# Familia Simpson (sezonul 8)
Al optulea sezon al serialului de televiziune american Familia Simpson a fost difuzat pentru prima dată pe rețeaua Fox între 27 octombrie 1996 și 18 mai 1997, primul său episod fiind „Treehouse of Horror VII⁠(d)”. Produs de Gracie Films⁠(d) și 20th Century Fox Television⁠(d), principalii săi producători executivi pentru cel de-al optulea sezon de producție au fost Bill Oakley⁠(d)  și Josh Weinstein⁠(d). Sezonul cuprindea două episoade realizate în timpul sezonului precedent, însă difuzate ca parte a acestui sezon. De asemenea, conținea două episoade din perioada în care Al Jean⁠(d) și Mike Reiss⁠(d) erau producători executivi.
Setul DVD a fost lansat în Regiunea 1 pe 15 august 2006, Regiunea 2 pe 2 octombrie 2006 și Regiunea 4 pe 27 septembrie 2006.

## Distribuție

### Personaje principale
- Dan Castellaneta - Homer Simpson, Abraham Simpson, Krusty the Clown⁠(d), Groundskeeper Willie⁠(d), Barney Gumble⁠(d) și alte personaje
- Julie Kavner⁠(d) - Marge Simpson, Patty Bouvier⁠(d), Selma Bouvier⁠(d) și alte personaje
- Nancy Cartwright - Bart Simpson, Nelson Muntz⁠(d), Ralph Wiggum⁠(d) și alte personaje
- Yeardley Smith⁠(d) - Lisa Simpson
- Harry Shearer⁠(d) - Montgomery Burns, Waylon Smithers⁠(d), Ned Flanders⁠(d), Seymour Skinner⁠(d), Lenny Leonard⁠(d), Kent Brockman⁠(d), Timothy Lovejoy⁠(d) și alte personaje
- Hank Azaria - Moe Szyslak⁠(d), Clancy Wiggum⁠(d), profesorul Frink⁠(d), Jeff Albertson⁠(d), Apu⁠(d), Bumblebee Man⁠(d) și alte personaje

### Personaje secundare
- Pamela Hayden⁠(d) - Milhouse van Houten⁠(d), Jimbo Jones⁠(d)
- Maggie Roswell⁠(d) - Maude Flanders⁠(d), Helen Lovejoy⁠(d) și domnișoara Hoover⁠(d)
- Russi Taylor - Martin Prince⁠(d) și Sherri și Terri⁠(d)
- Tress MacNeille⁠(d) - Agnes Skinner⁠(d)
- Marcia Wallace⁠(d) - Edna Krabappel⁠(d)
- Frank Welker⁠(d) - Laddie, babuinii, diverse animale

### Invitați
- Phil Hartman⁠(d) - Bill Clinton, Troy McClure, Lionel Hutz (diverse episoade)
- Joe Mantegna - Fat Tony⁠(d) („The Twisted World of Marge Simpson”, „Homer vs. the Eighteenth Amendment⁠(d)”)
- Albert Brooks (menționat A. Brooks) - Hank Scorpio („You Only Move Twice⁠(d)”)
- Sally Stevens - cântăreața lui Scorpio. (nemenționat; „You Only Move Twice”)
- Paul Winfield - Lucius Sweet („The Homer They Fall”)
- Michael Buffer - Michael Buffer („The Homer They Fall”)
- Rodney Dangerfield - Larry Burns („Burns, Baby Burns”)
- Jon Lovitz - Jay Sherman („Hurricane Neddy”)
- Johnny Cash - Coiotul spațial („El Viaje Misterioso de Nuestro Jomer (The Mysterious Voyage of Homer)⁠(d)”)
- Leonard Nimoy - Leonard Nimoy („The Springfield Files”)
- Gillian Anderson - Dana Scully („The Springfield Files”)
- David Duchovny - Fox Mulder („The Springfield Files”)
- Jack Lemmon - Frank Ormand („The Twisted World of Marge Simpson”)
- Maggie Roswell - Shary Bobbins („Simpsoncalifragilisticexpiala(Annoyed Grunt)cious”)
- Alex Rocco - Roger Meyers, Jr („The Itchy & Scratchy & Poochie Show”)
- John Waters - John („Homer's Phobia”)
- Kelsey Grammer - Sideshow Bob („Brother from Another Series”)
- David Hyde Pierce - Cecil Terwilliger⁠(d) („Brother from Another Series”)
- Dave Thomas⁠(d) - Rex Banner („Homer vs. The Eighteenth Amendment”)
- Bret Hart - Bret Hart („The Old Man and the Lisa”)
- Sab Shimono - domnul Sparkle („In Marge We Trust”)
- Gedde Watanabe - muncitorul din fabrică („In Marge We Trust”)
- Karen Maruyama și Denice Kumagai - dansatoarele („In Marge We Trust”)
- Tim Conway - Tom Conway („The Simpsons Spin-Off Showcase”)
- Gailard Sartain - Charles „Big” Daddy („The Simpsons Spin-Off Showcase”)
- Willem Dafoe - comandantul („The Secret War of Lisa Simpson”)

## Recepție
Sezonul opt a fost apreciat de critici și a câștigat numeroase premii, inclusiv două Primetime Emmy: „ Homer's Phobia⁠(d)” a câștigat categoria „cel mai bun serial animat (sub o oră)⁠(d)” în 1997, iar Alf Clausen⁠(d) și Ken Keeler au câștigat pentru „cea mai bună coloană sonoră” cu melodia „We Put the Spring in Springfield” din episodul „Bart After Dark⁠(d)”. Clausen a obținut o nominalizare la Emmy și la categoria „Outstanding Music Direction” pentru episodul „Simpsoncalifragilisticexpiala(Annoyed Grunt)cious⁠(d)”. „Brother from Another Series⁠(d)” a fost nominalizat la Emmy pentru „cel mai bun sunet într-un serial de comedie sau episod special”. Pentru „Homer's Phobia”, Mike Anderson⁠(d) a câștigat Premiul Annie⁠(d) la categoria „cel mai bun regizor într-o producție de televiziune” și un premiu pentru „cel mai bun regizor al unui serial din intervalul de maximă audiență” la World Animation Celebration din 1998. Gay & Lesbian Alliance Against Defamation⁠(d) a acordat episodului Premiul GLAAD Media⁠(d) la categoria „cel mai bun serial de televiziune - episod individual”. Pe Rotten Tomatoes, cel de-al optulea sezon al Familiei Simpson are un rating de aprobare de 100% în baza a 7 recenzii critice.

## Episoade
| Nr. | Episodul | Titlu                                                                   | Regizor           | Scenariu                                             | Data difuzării    | Cod de producție | Audiență SUA (milioane) |
| --- | -------- | ----------------------------------------------------------------------- | ----------------- | ---------------------------------------------------- | ----------------- | ---------------- | ----------------------- |
| 154 | 1        | „Treehouse of Horror VII"                                               | Mike B. Anderson  | Ken Keeler                                           | 27 octombrie 1996 | 4F02             | 18.3                    |
| 154 | 1        | „Treehouse of Horror VII"                                               | Mike B. Anderson  | Dan Greaney                                          | 27 octombrie 1996 | 4F02             | 18.3                    |
| 154 | 1        | „Treehouse of Horror VII"                                               | Mike B. Anderson  | David X. Cohen                                       | 27 octombrie 1996 | 4F02             | 18.3                    |
| 155 | 2        | „You Only Move Twice"                                                   | Mike B. Anderson  | John Swartzwelder                                    | 3 noiembrie 1996  | 3F23             | 13.9                    |
|     |          |                                                                         |                   |                                                      |                   |                  |                         |
| 156 | 3        | „The Homer They Fall"                                                   | Mark Kirkland     | Jonathan Collier                                     | 10 noiembrie 1996 | 4F03             | 17.0                    |
|     |          |                                                                         |                   |                                                      |                   |                  |                         |
| 157 | 4        | „Burns, Baby Burns"                                                     | Jim Reardon       | Ian Maxtone-Graham                                   | 17 noiembrie 1996 | 4F05             | 12.6                    |
|     |          |                                                                         |                   |                                                      |                   |                  |                         |
| 158 | 5        | „Bart After Dark"                                                       | Dominic Polcino   | Richard Appel                                        | 24 noiembrie 1996 | 4F06             | 14.1                    |
|     |          |                                                                         |                   |                                                      |                   |                  |                         |
| 159 | 6        | „A Milhouse Divided"                                                    | Steven Dean Moore | Steve Tompkins                                       | 1 decembrie 1996  | 4F04             | 12.8                    |
|     |          |                                                                         |                   |                                                      |                   |                  |                         |
| 160 | 7        | „Lisa's Date with Density"                                              | Susie Dietter     | Mike Scully                                          | 15 decembrie 1996 | 4F01             | 12.2                    |
|     |          |                                                                         |                   |                                                      |                   |                  |                         |
| 161 | 8        | „Hurricane Neddy"                                                       | Bob Anderson      | Steve Young                                          | 29 decembrie 1996 | 4F07             | 14.4                    |
|     |          |                                                                         |                   |                                                      |                   |                  |                         |
| 162 | 9        | „El Viaje Misterioso de Nuestro Jomer (The Mysterious Voyage of Homer)" | Jim Reardon       | Ken Keeler                                           | 5 ianuarie 1997   | 3F24             | 14.85                   |
|     |          |                                                                         |                   |                                                      |                   |                  |                         |
| 163 | 10       | „The Springfield Files"                                                 | Steven Dean Moore | Reid Harrison                                        | 12 ianuarie 1997  | 3F25 3G01        | 20.41                   |
|     |          |                                                                         |                   |                                                      |                   |                  |                         |
| 164 | 11       | „The Twisted World of Marge Simpson"                                    | Chuck Sheetz      | Jennifer Crittenden                                  | 19 ianuarie 1997  | 4F08             | 13.98                   |
|     |          |                                                                         |                   |                                                      |                   |                  |                         |
| 165 | 12       | „Mountain of Madness"                                                   | Mark Kirkland     | John Swartzwelder                                    | 2 februarie 1997  | 4F10             | 17.49                   |
|     |          |                                                                         |                   |                                                      |                   |                  |                         |
| 166 | 13       | „Simpsoncalifragilisticexpiala(Annoyed Grunt)cious"                     | Chuck Sheetz      | Al Jean & Mike Reiss                                 | 7 februarie 1997  | 3G03             | 9.10                    |
|     |          |                                                                         |                   |                                                      |                   |                  |                         |
| 167 | 14       | „The Itchy & Scratchy & Poochie Show"                                   | Steven Dean Moore | David X. Cohen                                       | 9 februarie 1997  | 4F12             | 15.67                   |
|     |          |                                                                         |                   |                                                      |                   |                  |                         |
| 168 | 15       | „Homer's Phobia"                                                        | Mike B. Anderson  | Ron Hauge                                            | 16 februarie 1997 | 4F11             | 15.26                   |
|     |          |                                                                         |                   |                                                      |                   |                  |                         |
| 169 | 16       | „Brother from Another Series"                                           | Pete Michels      | Ken Keeler                                           | 23 februarie 1997 | 4F14             | 15.07                   |
|     |          |                                                                         |                   |                                                      |                   |                  |                         |
| 170 | 17       | „My Sister, My Sitter"                                                  | Jim Reardon       | Dan Greaney                                          | 2 martie 1997     | 4F13             | 15.10                   |
|     |          |                                                                         |                   |                                                      |                   |                  |                         |
| 171 | 18       | „Homer vs. the Eighteenth Amendment"                                    | Bob Anderson      | John Swartzwelder                                    | 16 martie 1997    | 4F15             | 14.60                   |
|     |          |                                                                         |                   |                                                      |                   |                  |                         |
| 172 | 19       | „Grade School Confidential"                                             | Susie Dietter     | Rachel Pulido                                        | 6 aprilie 1997    | 4F09             | 13.27                   |
|     |          |                                                                         |                   |                                                      |                   |                  |                         |
| 173 | 20       | „The Canine Mutiny"                                                     | Dominic Polcino   | Ron Hauge                                            | 13 aprilie 1997   | 4F16             | 13.25                   |
|     |          |                                                                         |                   |                                                      |                   |                  |                         |
| 174 | 21       | „The Old Man and the Lisa"                                              | Mark Kirkland     | John Swartzwelder                                    | 20 aprilie 1997   | 4F17             | 13.97                   |
|     |          |                                                                         |                   |                                                      |                   |                  |                         |
| 175 | 22       | „In Marge We Trust"                                                     | Steven Dean Moore | Donick Cary                                          | 27 aprilie 1997   | 4F18             | 16.93                   |
|     |          |                                                                         |                   |                                                      |                   |                  |                         |
| 176 | 23       | „Homer's Enemy"                                                         | Jim Reardon       | John Swartzwelder                                    | 4 mai 1997        | 4F19             | 11.80                   |
|     |          |                                                                         |                   |                                                      |                   |                  |                         |
| 177 | 24       | „The Simpsons Spin-Off Showcase"                                        | Neil Affleck      | Poveste de : Ken Keeler Scenariu de : David X. Cohen | 11 mai 1997       | 4F20             | 11.57                   |
| 177 | 24       | „The Simpsons Spin-Off Showcase"                                        | Neil Affleck      | Poveste de : Ken Keeler Scenariu de : Dan Greaney    | 11 mai 1997       | 4F20             | 11.57                   |
| 177 | 24       | „The Simpsons Spin-Off Showcase"                                        | Neil Affleck      | Poveste de : Ken Keeler Scenariu de : Steve Tompkins | 11 mai 1997       | 4F20             | 11.57                   |
| 178 | 25       | „The Secret War of Lisa Simpson"                                        | Mike B. Anderson  | Richard Appel                                        | 18 mai 1997       | 4F21             | 12.69                   |
|     |          |                                                                         |                   |                                                      |                   |                  |                         |